# Катни (округ)
Катни (хинди कटनी जिला; англ. Katni) — округ в индийском штате Мадхья-Прадеш. Образован в 1998 году из части территории округа Джабалпур. Административный центр — город Катни. Площадь округа — 4950 км². По данным всеиндийской переписи 2001 года население округа составляло 1 064 167 человек. Уровень грамотности взрослого населения составлял 63,6 %, что немного выше среднеиндийского уровня (59,5 %). Доля городского населения составляла 21,2 %.